# Tolnay Klári-díj
A Tolnay Klári-díj alapítványi kitüntetés, amelyet 2006-ban alapított a Tolnay Klári Kulturális és Művészeti Egyesület.

## Története
Névadója Tolnay Klári, a 20. század kiemelkedő színművésze. A művésznő születésének 100 éves centenáriuma alkalmából az egyesület 2014-ben újraalapította és kiterjesztette művészeti díjra.
Odaítélésére egy tíz főből álló, szakmai szervezetektől delegált kuratórium tesz javaslatot az egyesület elnökének. A díjakat az egyesület elnöke adományozza. Az átadási ünnepséget hagyományosan a mohorai Tolnay Klári Emlékházban tartják.
A díj 2006 óta Tolnay Klárit ábrázoló bronzplakett, Krasznai János szobrászművész alkotása. 2014 óta Tolnay Klári vadgerléit ábrázoló szobor, Mile Ibolya keramikusművész alkotása.

## Díjazottak
- 2014: Vándor Éva és Reviczky Gábor[1]
- 2015: nem adták át
- 2016: Kubik Anna és Venczel Vera[2]
- 2017: Bencze Ilona, Béres Ilona és Dunai Tamás[3]
- 2018: Császár Angela, Zsurzs Kati és Szilágyi Tibor[4]
- 2019ː Pásztor Erzsi,[5][6] Nagy Anna, Cserhalmi György, Szegedi Erika és Rátkai Erzsébet[7]
- 2020: Tóth Enikő, Blaskó Péter, Szersén Gyula
- 2021: Haumann Péter, Lukács Sándor, Nagy Viktor[8]
- 2022: nem adták át
- 2023: Hűvösvölgyi Ildikó, Seress Zoltán[9]
- 2024: Tóth Ildikó, Rátóti Zoltán[10]